# 横町慶子
横町 慶子（よこまち けいこ、1967年 - 2016年3月17日）は、日本の女優。
東京都出身。4歳よりひばり児童合唱団に在籍。坂本龍一、矢野顕子らのアルバムやコンサートにコーラスで参加した。1989年から2013年6月まで劇団ロマンチカに所属し、ほぼ全ての演劇・ダンス作品にてメイン出演ならびに振付を担当した。後にフリーに転向する。
2010年頃から脳梗塞による闘病生活を送っていたが、2016年3月17日に死去したことが親族ならびに劇団ロマンチカにより公表された。48歳没。生涯未婚だった。

## エピソード
高校時代にスーパーエディター秋山道男に「こすず」と名付けられ、雑誌『活人』でモデルデビュー。雑誌『STUDIO VOICE』に、今一番注目すべき女性として紹介された。
マネージャーと一緒にパリ滞在中にイリナ・イオネスコに連絡し、1997〜1998年にパリと東京で撮影し、写真集「je ne sais pas」を出版した（2006年）。

## 出演

### 映画
- NARAKUE（1997年、監督：手塚眞）
- 呪縛（1999年、監督：薮内省吾）
- 白痴（1999年、監督：手塚眞）
- 看護婦 炎編（2000年、監督：薮内省吾）
- 親子盃（2000年、監督：薮内省吾）
- DEMONLOVER デーモンラヴァー（2002年、監督：オリヴィエ・アサヤス）
- ハードラックヒーロー（2003年、監督：SABU）
- Strange Circus 奇妙なサーカス（2005年、監督：園子温）

### 舞台
- ナイロン100℃公演 すべての犬は天国へ行く（2001年）
- ナイロン100℃公演 男性の好きなスポーツ（2004年）
- 劇団健康公演 トーキョーあたり（2005年）
- ナイロン100℃公演 世田谷カフカ（2009年）

### テレビドラマ
- 土曜ドラマ チェイス〜国税査察官〜（2010年、NHK）

### CM
- WebTV「舞妓」篇（1999年）
- P-in「インターネット教室」篇（2000年、NTT DoCoMo中国）
- ローソン「クーポン」篇（2001年）
- Ambi-Pur Fresh「おためしになりませんか」篇（2001年、日本サラ・リー）
- トーヨータイヤ「元祖ミニバンタイヤ」篇（2001年）
- カネボウ「Jake! ウォーターワックス水の精」篇（2001年）
- L&M（2004年、フィリップモリス）
- ガス放浪記（2005年、東邦ガス）
- オーリス「オーリスデビュー」篇、「ドライビングプレジャー」篇（2006年、トヨタ自動車）

### プロモーションビデオ
- 椎名林檎「迷彩」
- 曽我部恵一BAND「カフェインの女王」

## 書籍

### 写真集
- 横町慶子×イリナ・イオネスコ je ne sais pas ジュヌセパ（2006年、Synchronicity Publishing）